# Harald Hennum
Harald Hennum, född 29 maj 1928, död 14 oktober 1993, var en norsk fotbollsspelare. Han var en av Norges största fotbollsprofiler på 1950-talet då han spelade för Frigg och Skeid. Han vann Norska cupen med Skeid fyra gånger.
Hennum spelade 43 landskamper och gjorde 25 mål för det norska landslaget. Han gjorda fyra mål i en vänskapsmatch mot Östtyskland 1958 och har gjort tredje flest mål i det norska landslaget. Han spelade en landskamp för det norska bandylandslaget.